# Girabola 2021-22
La Girabola 2021-22 o Girabola Zap 2021-22, por motivos de patrocinio, fue la 44° temporada de la Girabola, la competición de fútbol de Primera División de Angola. La temporada comenzó el 1 de octubre de 2021 y finalizó el 29 de mayo de 2022.
La liga comprendió 16 equipos, los tres equipos del fondo de la tabla fueron relegado a las Divisiones Provinciales 2022–23.
El ganador calificó a la etapa de calificación de la Liga de Campeones de la CAF 2022-23.

## Tabla
| Pos. | Equipo                      | Pts. | PJ | G  | E  | P  | GF | GC | Dif. | Clasificación o descenso               |
| ---- | --------------------------- | ---- | -- | -- | -- | -- | -- | -- | ---- | -------------------------------------- |
| 1    | Petro de Luanda (C)         | 75   | 30 | 23 | 6  | 1  | 74 | 17 | +57  | Clasificado a Liga de Campeones CAF    |
| 2    | Primeiro de Agosto          | 61   | 30 | 18 | 7  | 5  | 55 | 21 | +34  | Clasificado a Liga de Campeones CAF    |
| 3    | Sagrada Esperança           | 60   | 30 | 18 | 6  | 6  | 49 | 22 | +27  | Clasificado a Copa Confederación CAF   |
| 4    | GD Interclube               | 50   | 30 | 14 | 8  | 8  | 41 | 28 | +13  |                                        |
| 5    | Bravos do Maquis            | 46   | 30 | 12 | 10 | 8  | 34 | 31 | +3   |                                        |
| 6    | Desportivo Huíla            | 45   | 30 | 12 | 9  | 9  | 40 | 34 | +6   |                                        |
| 7    | Recreativo da Caála         | 42   | 30 | 11 | 9  | 10 | 30 | 19 | +11  |                                        |
| 8    | Académica do Lobito         | 40   | 30 | 10 | 10 | 10 | 38 | 31 | +7   |                                        |
| 9    | Recreativo do Libolo        | 37   | 30 | 9  | 10 | 11 | 28 | 31 | −3   |                                        |
| 10   | Cuando Cubango FC           | 36   | 30 | 9  | 9  | 12 | 22 | 33 | −11  |                                        |
| 11   | Wiliete SC                  | 34   | 30 | 7  | 13 | 10 | 38 | 40 | −2   |                                        |
| 12   | Sporting de Cabinda         | 33   | 30 | 8  | 9  | 13 | 20 | 37 | −17  |                                        |
| 13   | Desportivo da Lunda Sul     | 32   | 30 | 6  | 14 | 10 | 24 | 30 | −6   |                                        |
| 14   | Kabuscorp SC (D)            | 20   | 30 | 6  | 11 | 13 | 31 | 40 | −9   | Relegado a las Divisiones Provinciales |
| 15   | Progresso do Sambizanga (D) | 19   | 30 | 4  | 7  | 19 | 22 | 61 | −39  | Relegado a las Divisiones Provinciales |
| 16   | SC Benguela (D)             | 9    | 30 | 1  | 6  | 23 | 15 | 86 | −71  | Relegado a las Divisiones Provinciales |

 Fuente: Soccerway
Notas:
1. ↑  Kabuscorp SC fue sancionado con la pérdida de un total de 9 puntos por incumplimientos contractuales.[1][2][3]

|                             |
| Campeón                     |
| Petro de Luanda 16.° título |